# SIKON NTM-I 1
SIKON NTM-I 1 je naziv za prvi kontigent Slovenske vojske, ki je sodeloval pri Natovi mednarodni vojaški operaciji Nato Training Mission - Iraq (NTM-I).
Kontingent je deloval v iraški vojaški bazi Al Rustamija, kjer so častnik in 3 podčastniki opravljali dolžnost vojaških inštruktorjev; v Iraku je kontinget deloval med 20. februarjem do 20. avgustom 2006.
Avgusta 2006 je kontigent zamenjal naslednji kontingent SIKON NTM-I 2.